# Réserve naturelle de Poronaïsk
La réserve naturelle de Poronaïsk (en russe : Поронайский заповедник, Poronaïski zapovednik) est une réserve naturelle d'État située en fédération de Russie sur une péninsule de la partie orientale de l'île de Sakhaline. Elle a été instituée le 30 mars 1988, et elle fait partie du raïon de Poronaïsk,  dépendant de l'oblast de Sakhaline. Elle s'étend sur un territoire de 56 694 hectares, et elle fut créée dans le but de protéger et d'étudier les lieux de nidification des oiseaux marins ainsi que de protéger des écosystèmes de taïga, de montagne et marécageux.

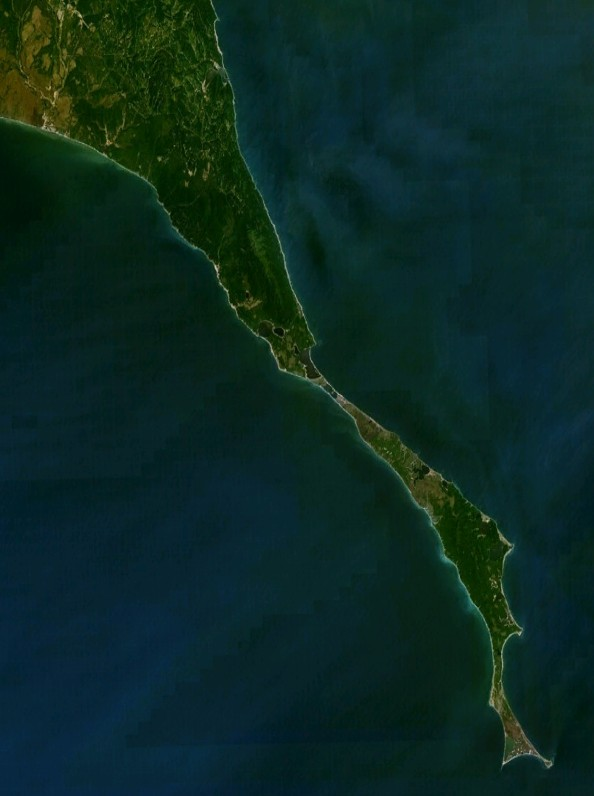
Péninsule Terpenia, le territoire de la réserve.

## Géographie
La réserve naturelle se situe sur une petite péninsule, la péninsule Terpenia, sur la côte orientale de Sakhaline, qui est délimitée à l'ouest par la baie Patience et à l'est par la mer d'Okhotsk. Sur ce site, on retrouve de la taïga, des zones montagneuses mais aussi des marécages et quelques lagunes. Autour de la réserve est établie une zone de tampon de 44,6 milles hectares, dont 17300 sont marins. 70% du territoire est couvert par de la forêt, et le plus haut mont est un mont de 350 mètres d'altitude. 
La végétation est représentée par des formations sombres de conifères et de bouleaux, une végétation de marais et de prairies des côtes maritimes. La flore comprend 460 espèces, dont 350 plantes vasculaires supérieures et 110 macrolichens. Cinq espèces végétales sont répertoriées dans le Livre rouge de la Fédération de Russie et de la région de Sakhaline.  

## Faune et flore
La faune contient 440 espèces, dont près de 200 espèces de poissons, 184 espèces d'oiseaux et près de 50 espèces mammifères. Dans ces nombres, on retrouve l'ours brun, la loutre, le Tamia mais aussi le tétras lyre ou le colvert. Il y a 39 espèces de la faune dans le livre rouge de l'oblast de Sakhaline, dont 35 oiseaux et 4 mammifères. 24 espèces d'entre elles sont aussi dans le livre rouge de Russie, dont 22 oiseaux et 2 mammifères. Enfin, 8 espèces sont inscrites sur la liste rouge de l'UICN.
Pour la flore, il y a 460 espèces dont 350 plantes vasculaires et 110 lichens et champignons. Cinq espèces figurent dans les livres rouges régional et fédéral.